# Wolfgang Hess (Journalist)
Wolfgang Hess (* 11. Juni 1952) ist ein deutscher Wissenschaftsjournalist. Er war von 1994 bis 2016 Chefredakteur von Bild der Wissenschaft (BdW). Seit Ende 2012 war Hess auch Redaktionsdirektor für Special-Interest-Titel der Konradin Mediengruppe, in der auch Bild der Wissenschaft erscheint. Seit Oktober 2016 ist er Redaktionsdirektor für Sonderprojekte.
Hess studierte Geographie, Geologie und Kartographie und erlangte ein Diplom als Geograph. Anschließend absolvierte er ein Volontariat bei der Südwest Presse und war danach Gerichts- und Polizeireporter bei der Südwest Presse in Ulm. Danach wurde er zunächst Redakteur für Geowissenschaften, Energie und Umwelt bei Bild der Wissenschaft. Von 1987 bis 1990 war Hess Technikredakteur bei der Wirtschaftswoche. Danach kehrte er zu Bild der Wissenschaft zurück und wurde schließlich 1994 Chefredakteur. 